# Sebastián Villalobos
Juan Sebastián Jaimes Villalobos (Bucaramanga, 16 de enero de 1996) es un youtuber colombiano.

## Biografía

### Primeros años
Comenzó haciendo vídeos en YouTube a los 15 años. Después de terminar sus estudios se unió a un grupo de Youtubers colombianos y se fue mudo a la Ciudad de México, donde empezó a hacer colaboraciónes con algunas marcas y fue contactado por Lina Cáceres de Latin World Entertainment para empezar a desarrollar su carrera de artista multiplataforma.

## Carrera
Su primera aparición en televisión fue en La Voz Kids Colombia en noviembre de 2014, año en el que asistió a su primera entrega de premios, Premios Shock. En ese mismo año hizo su primera participación en el programa de Estados Unidos Yo soy el artista con una participación especial por el canal Telemundo.
En 2015 fue el presentador del programa de concursos Gana con ganas junto a Marcela Venegas y Adrián Lara en Colombia siendo su primer programa como conductor. Ese mismo año también fue conductor en Los Kids' Choice Awards Colombia.
En 2016 fue concursante en Colombia Bailando con las estrellas, por RCN Televisión en el cual quedó eliminado en la sexta gala. 
Ese mismo año, publicó "YouTuber School" donde enseña cómo fue su camino para ser un influenciador en las redes y les da a sus lectores todos los consejos y tips necesarios para que también puedan lograrlo. En el mismo año hizo su primera aparición especial en Soy Luna en Argentina, la cual consistía originalmente de 5 capítulos pero después en la segunda temporada tuvo su participación en 20 capítulos más y participó en la gira con el elenco que hizo un concierto en México y Colombia.    
En ese mismo año fue invitado a la Teletón de Colombia y Estados Unidos como presentador y panelista en la conferencia de Los Premios Billboard de la música latina. Fue invitado a especiales en Despierta América y en Nuestra belleza Latina. El 23 de agosto fue el presentador de los Kids Choice Awards México al lado de Galilea Montijo. El sitio de internet ZEFR lo nombró como uno de los 100 mejores influenciadores de habla hispana al lado de J Balvin y Nicky Jam.
En enero de 2017 fue parte del vídeo Al filo de tu amor de Carlos Vives, al lado de la ex Miss Colombia Ariadna Gutiérrez, y en febrero fue invitado por Univision para ser el coconductor de Pequeños gigantes USA junto a Giselle Blondet.
En enero de 2018 Sebastián hizo su primera colaboración al lado de su mejor amigo RK (Sebastián Suárez) “Cafecito”. Fue uno de los presentadores de la alfombra de Premios Juventud y fue nombrado conductor del nuevo programa de Nat Geo Kids para National Geographic (Latinoamérica). A finales del 2018 se confirmó la segunda temporada de Nat Geo Kids que esta próxima a estrenar en otoño.
En febrero de 2019 participó en el homenaje a Legarda en Medellín  ''Mas sueños, menos balas'' al lado de otros youtubers.

## Vida personal
El 16 de febrero de 2015, declaró que tenía dos mamás. Antes de que Villalobos cumpliera los doce años, su madre le confesó ser lesbiana. Villalobos apoya la adopción homoparental. El 9 de mayo de 2025 tuvo su primer hijo con su pareja Camila Santamaría.

### Actividades humanitarias
Villalobos ha participado en la Teletón de Estados Unidos y Colombia como presentador invitado al igual que con el Love Army México y Love Army Bangladesh, en la fundación Casa Barco en Arte por Amor y en el hospital San Judas. Participó en #LoveArmyForRohingya al lado de otros youtubers donde lograron recaudar más de 2 millones de dólares en 24 horas.

## Filmografía

### Telenovelas
| Año       | Título   | Papel    | Ref           |
| --------- | -------- | -------- | ------------- |
| 2016-2017 | Soy Luna | Él mismo | [ 18 ] [ 19 ] |
| 2019-2020 | Bia      | Él mismo | [ 20 ]        |

### Televisión
| Año       | Título                                | Papel                         | Ref.   |
| --------- | ------------------------------------- | ----------------------------- | ------ |
| 2014      | Yo soy el artista                     | Participación Especial        | [ 3 ]  |
| 2015      | Gana Con Ganas (Colombia)             | Conductor                     | [ 4 ]  |
| 2015      | Kids' Choice Awards Colombia          | Conductor                     | [ 5 ]  |
| 2016      | Bailando con las estrellas (Colombia) | Participante (6.º Eliminado)  | [ 6 ]  |
| 2016      | Teletón Estados Unidos                | Conductor invitado            |        |
| 2016      | Teletón Colombia                      | Conductor invitado            |        |
| 2016      | Kids Choice Awards México             | Conductor                     | [ 7 ]  |
| 2016      | Billboard Latin Music Conference      | Panelista                     | [ 21 ] |
| 2017      | Pequeños Gigantes                     | Conductor digital             | [ 9 ]  |
| 2017      | Premios Juventud                      | Presentador Alfombra Roja     | [ 22 ] |
| 2018      | Premios Juventud                      | Presentador                   | [ 11 ] |
| 2018      | Teletón USA                           | Presentador Digital           |        |
| 2018      | Streamy Awards                        | Presentador                   |        |
| 2018-2019 | Nat Geo Lab                           | Conductor                     | [ 23 ] |
| 2021      | ¿Quién es la máscara? Colombia        | Participante (10.° eliminado) | [ 24 ] |
| 2023      | Top Chef VIP                          | Participante (Subcampeón)     | [ 25 ] |
| 2024      | Los 50                                | Participante                  | [ 26 ] |
| 2025      | Miss Universe Latina, el reality      | Presentador backstage         | [ 27 ] |

### Películas
| Año  | Título                      | Papel | Ref.   |
| ---- | --------------------------- | ----- | ------ |
| 2019 | Men In Black: International | Cameo | [ 28 ] |

### Vídeos musicales
| Año  | Título             | Artista      | Ref.   |
| ---- | ------------------ | ------------ | ------ |
| 2017 | Al Filo de tu Amor | Carlos Vives | [ 29 ] |

## Colaboraciones
- 2018: «Cafecito» (2018) (junto a RK)[30]

## Giras musicales
- Soy Luna en concierto (2017)[31]
- WTF Tour (2017)[32]

## Premios y reconocimientos
| Año  | Categoría                                  | Premiación                   | Resultado | Ref.   |
| ---- | ------------------------------------------ | ---------------------------- | --------- | ------ |
| 2014 | Francotuiteador                            | MTV Millennial Awards        | Ganador   | [ 33 ] |
| 2015 | Influencer del Año                         | Premios Tu Mundo             | Nominado  |        |
| 2015 | #YoSiTeDoyLikePapi del Año                 | MTV Millennial Awards        | Ganador   | [ 34 ] |
| 2016 | Revelación del Año                         | Premios TV y Novelas         | Nominado  |        |
| 2016 | Icono Digital del Año                      | MTV Millennial Awards        | Ganador   |        |
| 2016 | Estrella Latina Favorita                   | Kids Choice Awards (USA)     | Nominado  |        |
| 2016 | Detrás de Portada Más Divertido Caballeros | Premios Tú                   | Ganador   |        |
| 2016 | Portada del Año Caballeros                 | Premios Tú                   | Ganador   |        |
| 2016 | Las Mejores Fanes del Universo             | Premios Tú                   | Ganador   |        |
| 2017 | Instagrammer Nivel Dios Colombia           | MTV Millennial Awards        | Nominado  | [ 35 ] |
| 2017 | Mejor Actuación en una App                 | MTV Millennial Awards        | Nominado  | [ 35 ] |
| 2017 | Match Perfecto                             | MTV Millennial Awards        | Ganador   | [ 36 ] |
| 2017 | International Creator                      | Streamy Awards               | Nominado  | [ 37 ] |
| 2017 | Mejor Fandom PDC's                         | Kids' Choice Awards Colombia | Ganador   | [ 38 ] |
| 2017 | Youtuber Favorito                          | Kids' Choice Awards Colombia | Nominado  | [ 39 ] |
| 2017 | Musical.ly Favorito                        | Kids' Choice Awards Colombia | Nominado  | [ 39 ] |
| 2017 | La Mejor Portada                           | Tú Awards                    | Ganador   | [ 40 ] |
| 2017 | Influenciador Hispano del Año              | Elliot Awards                | Ganador   | [ 41 ] |
| 2017 | Actor con Mejor Uso Transmedia             | Produ Awards                 | Ganador   | [ 42 ] |
| 2017 | Youtuber Masculino del Año                 | Produ Awards                 | Ganador   | [ 42 ] |
| 2017 | Influenciador Latinoamericano del Año      | Premios GQ                   | Ganador   | [ 43 ] |
| 2018 | Mejor Talento Favorito del Público         | Premios India Catalina       | Ganador   | [ 44 ] |
| 2018 | Instagrammer Colombiano del año            | MTV Millennial Awards        | Ganador   | [ 45 ] |
| 2018 | International Creator                      | Streamy Awards               | Nominado  | [ 46 ] |
| 2018 | Chico más Sexy                             | Tu Awards                    | Ganador   | [ 47 ] |
| 2019 | Mejor Influencer Masculino                 | Premios Eres                 | Nominado  | [ 48 ] |
| 2019 | Instastories                               | MTV Millennial Awards        | Nominado  | [ 49 ] |
| 2019 | Triple Threat                              | Premios Juventud             | Nominado  | [ 50 ] |
| 2019 | Name a Better Duo                          | Premios Juventud             | Nominado  | [ 50 ] |